# Чеки «Россия»

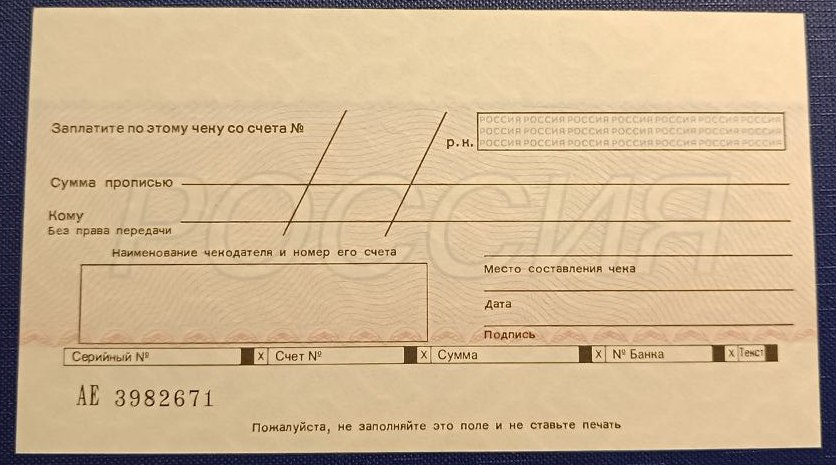
Чек «Россия» 1992 год

Чеки «Россия» — ценные бумаги единого формата, предназначенные для проведения платежей между организациями в условиях дефицита наличности в России в первой половине 1992 года.
Чеки вводились письмом Банка России от 20.01.1992 N 18-11/52 «О правовом регулировании безналичных расчетов». Минимальными суммами, на которуе мог выписываться чек, были 500 рублей для физических и 1000 рублей для юридических лиц. Чеки «Россия» рассматривались как основной инструмент борьбы с дефицитом наличности в первой половине 1992 года. В этот момент банковские переводы значительно задерживались и, в условиях высокой инфляции, обесценивались, из-за чего предприятия в массовом порядке начинали рассчитываться друг с другом наличными. Из-за этого возникала нехватка денежных средств для выплаты социальных выплат и зарплат, даже если у предприятия или региона было достаточно средств на счету.
Выпуск чеков начался по распоряжению Центрального банка России в августе 1992 года. Сначала было принято решение отпечатать 10 млн чеков на сумму около 100 млрд рублей. Пять миллионов предназначались к выдаче областным и районным администрациям для последующей передачи госбюджетным предприятиям, остальные — для реализации через коммерческие банки.
Согласно Постановлению Правительства РФ от 13 мая 1992 г. N 311 «О неотложных мерах в области налично-денежного обращения», региональным органам исполнительной власти предписывалось, среди прочего, «принять экстренные меры по нормализации налично-денежного обращения и внедрению безналичных форм расчетов с населением за товары и услуги с применением расчетных чеков учреждений банков на территории Российской Федерации». На местном уровне начали издаваться законодательные акты, предписывающие активно использовать чеки «Россия» в обороте. Среди прочего, к примеру, в Алтайском крае разрешалось выдавать до 60 % зарплаты чеками «Россия».
При использовании чеков «Россия» были выявлены массовые злоупотребления и хищения. К оплате принимались поддельные чеки без водяных знаков, чеки, выписанные на фиктивные организации и пр. Из-за этого вводились ограничения на использование чеков (с 15 ноября 1992 года расчёт чеками ограничивался только границами города выпуска), а затем от их использования и вовсе отказались.
Чеки «Россия» выпускались на бумаге с водяными знаками. Известно два выпуска, первый печатался в Югославии, второй — на Гознаке.